# Teruyoshi Ito
Teruyoshi Ito (伊東 輝悦, Ito Teruyoshi, Shizuoka, 31 augustus 1974) is een Japans voetballer die als middenvelder speelt bij Azul Claro Numazu.

## Clubcarrière
Ito speelde tussen 1993 en 2010 voor Shimizu S-Pulse. Hij tekende in 2011 bij Ventforet Kofu.

## Japans voetbalelftal
Ito debuteerde in 1997 in het Japans nationaal elftal en speelde 27 interlands. Ito vertegenwoordigde zijn vaderland eveneens op de Olympische Spelen 1996 in Atlanta. Ondanks een overwinning op Brazilië (1-0) werd de Japanse olympische selectie onder leiding van bondscoach Akira Nishino al in de groepsronde uitgeschakeld.

## Statistieken
| Japans voetbalelftal | Japans voetbalelftal | Japans voetbalelftal |
| Jaar                 | Wed.                 | Dlp.                 |
| -------------------- | -------------------- | -------------------- |
| 1997                 | 1                    | 0                    |
| 1998                 | 1                    | 0                    |
| 1999                 | 7                    | 0                    |
| 2000                 | 7                    | 0                    |
| 2001                 | 11                   | 0                    |
| Totaal               | 27                   | 0                    |